# Sana B. Sabally
Sana Bairo Sabally (* Februar 1965 in Kassakunda) ist ein ehemaliger Hauptmann der Gambia National Army im westafrikanischen Staat Gambia.

## Leben
Saballys Vater, ein Fula aus Kassakunda in der Nähe von Brikama, war der Alkalo des Dorfes. Nach der Grundschule und einem Teil der Sekundarstufe in Brikama erhielt er ein Stipendium für die Armitage School, wo er seine Ausbildung abschloss.
Nachdem er in einem örtlichen Supermarkt gearbeitet hatte, folgte er einem älteren Bruder in die Gambia National Army (GNA), wo er bis zum Oberleutnant (englisch Second lieutenant) und Zugführer (englisch Platoon commander) aufstieg (im November 1994 wurde er zum Hauptmann (englisch Captain) befördert). Er war einer der Anführer des Staatsstreichs im Juli 1994 und wurde anschließend von Yahya Jammeh zum stellvertretenden Vorsitzenden des Armed Forces Provisional Ruling Council (AFPRC) ernannt, der maßgeblich an der Niederschlagung eines Putschversuchs im November 1994 beteiligt war. Am 27. Januar 1995 wurde er jedoch mit Sadibou Hydara verhaftet und beschuldigt, Jammeh mit der Ermordung gedroht zu haben; Jammeh warf ihm außerdem vor, den Übergang zur Zivilregierung verzögern zu wollen. Daraufhin wurde er aus der Armee entlassen, im September 1995 vor ein Kriegsgericht gestellt und zu einer neunjährigen Haftstrafe verurteilt.
Im Januar 2004 wurde er freigelassen und zog nach Dakar, blieb aber weiterhin mit Gambia verbunden. 2006 behauptete er in einem Briefwechsel mit The Gambia Echo, dass die Regierung Jammeh versucht habe, ihn zu ermorden. Die stellvertretende Vorsitzende Adelaide Sosseh Gaye der Truth, Reconciliation and Reparations Commission (TRRC), deren Ziel die Aufarbeitung der Regierungszeit des ehemaligen Präsidenten Jammeh ist und im Sommer 2018 ernannt wurde, hatte Sabally nach dessen mehrjähriger Haft bei sich aufgenommen. Ihre Ernennung stieß auch auf Kritik, da Sabally Morde im Auftrag von Jammeh vorgeworfen werden. Daher könne ein Interessenskonflikt bestehen. Am 24. und 25. April 2019 sagte Sabally vor der TRRC aus.